# Tivy Cycle Manufacturing Company
Tivy Cycle Manufacturing Company war ein US-amerikanischer Hersteller von Fahrzeugen.

## Unternehmensgeschichte
Das Unternehmen hatte den Sitz in Williamsport in Pennsylvania. 1898 begann die Produktion von Fahrrädern. 1901 kam der Prototyp eines Automobils dazu, entworfen von Harry Rantz. 1902 folgte die Serienproduktion. Der Markenname lautete Tivy. 1903 endete die Produktion aller Fahrzeuge.
Eine Reorganisation führte zur L. Maxwell Company.

## Kraftfahrzeuge
Im Angebot standen ausschließlich Dampfwagen. Die Karosseriebauform war ein offener Runabout. Gelenkt wurde mit einem Lenkhebel. Der Neupreis betrug 800 US-Dollar.